# لويجي بولشي
لويجي بولشي (Luigi Pulci) (فلورنسا، 15 أغسطس 1432 - بادوفا، 11 نوفمبر 1484) شاعر إيطالي ، يشتهر بقصيدته «المورغنتي» و هي قصة ملحمية لعملاق تحول إلى المسيحية و يتبع الفارس أورلاندو .

## روابط خارجية
- لويجي بولشي على موقع الموسوعة البريطانية (الإنجليزية)
- لويجي بولشي على موقع ديسكوغز (الإنجليزية)